# زنبق كيلي
زنبق كيلي (باللاتينية: Lilium kelleyanum) نوع نباتي ينتمي إلى جنس الزنبق من الفصيلة الزنبقية.موطنه كاليفورنيا وينمو بشكل أساسي في الأراضي الرطبة في سييرا نيفادا. 